# Gare de Méru
Gare de Méru vasútállomás Franciaországban, Méru településen.

## Vasútvonalak
Az állomást az alábbi vasútvonalak érintik:
- Épinay-Villetaneuse–Le Tréport-Mers-vasútvonal

## Kapcsolódó állomások
A vasútállomáshoz az alábbi állomások vannak a legközelebb:
- Gare d’Esches
- Gare de Laboissière - Le Déluge